# Суини, Эмили
Эмили Суини (англ. Emily Sweeney, 16 марта 1993, Портленд) — американская саночница. Призёр чемпионатов мира 2019 и 2025 годов. Чемпионка мира среди молодёжи 2013 года. Член сборной США по санному спорту. Призёр этапов Кубка мира.

## Биография
Сестра знаменитой саночницы Меган Суини.
Она начала соревноваться за сборную США по различным категориям среди молодежи. Среди достижений на этом уровне, нужно отметить, третье место в финальной классификации Кубка мира среди юниоров в сезоне 2011/12 годах, а также две медали на чемпионатах мира в Парк-Сити в 2013 году: золото в одиночных заездах и бронза в командных соревнованиях.
На абсолютном уровне она дебютировала на Кубке мира в сезоне 2009/10; выиграла первый подиум 4 января 2015 года в командном зачете в Кенигсзее (2-й) и свою первую победу одержала 26 ноября 2017 года в Винтерберге в спринте. В общем зачете лучший результат был восьмое место в сезоне 2015/16 года.
Она участвовала в Зимних Олимпийских игр в Пхёнчхане в 2018 году, но ей не удалось завершить спуск в одиночном разряде.
Она также принимала участие в трех чемпионатах мира.
На тихоокеанском чемпионате она выиграла две серебряные медали в одиночных заездах в 2015 и 2017 годах.
В начале декабря 2018 года, Эмили, в Уистлере отметила свой первый подиум на этапах Кубка мира в сезоне 2018/2019. Она стала третьей, отстав от победителя 0,417 секунды.
На чемпионате мира в Винтерберге, в 2019 году, Эмили впервые в карьере поднялась на подиум, заняв третье место в одиночных санях.
На чемпионате мира 2025 года в Канаде, Эмили в новой дисциплине - одиночный микст в паре с Джонатаном Эриком Густафсоном завоевала серебряную медаль, а на следующий день стала бронзовой медалисткой в женском одиночном спуске.

## Победы на этапах Кубка мира (1)
| Дата           | Место      | Страна   | Дисциплина       |
| -------------- | ---------- | -------- | ---------------- |
| 26 Ноября 2017 | Винтерберг | Германия | Одиночный спринт |